# Axel von Matern
Axel Fredrik von Matern, född 4 juni 1848 i Hjärtums församling i Göteborgs och Bohus län, död 9 juni 1920, var en svensk militär (generallöjtnant).

## Biografi
von Matern var son till kapten Johan Fredrik von Matern (död 1899) och Charlotte Lovisa Christina Nycander (död 1904). Han blev underlöjtnant vid Göta artilleriregemente 1869, löjtnant vid artilleriregementet 1875, löjtnant vid Generalstaben 1879, kapten vid Generalstaben 1881, kapten vid Göta artilleri regemente 1884 och major vid Generalstaben 1890. 1896 blev han överste och chef för Västgöta regemente och 1904 generalmajor samtidigt som han utnämndes till chef för 1. arméfördelningen, en post han behöll till 1915. 1911 blev han generallöjtnant och tog avsked från armén 1915.
von Matern var engagerad i kommunalpolitiken och var ledamot av Skövde stadsfullmäktige 1898-1904 och av Helsingborgs stadsfullmäktige 1908-1914, där han var vice ordförande 1911-1914.
von Matern blev ledamot av andra klassen av Krigsvetenskapsakademien 1893 och av första klassen 1904. Han är begravd på Norra begravningsplatsen utanför Stockholm.

### Familj
von Matern gifte sig den 11 oktober 1887 med Fanny Carolina Frestadius (född 2 juni 1857) och var far till Ella von Matern (född 13 september 1888) och Nils von Matern (1893–1960).

## Utmärkelser

### Svenska utmärkelser
- Kommendör med stora korset av Svärdsorden, 6 juni 1912.[12]
- Kommendör av första klassen av Svärdsorden, 1 december 1903.[13]
- Kommendör av andra klassen av Svärdsorden, 1 december 1900.[14]
- Riddare av första klassen av Svärdsorden, 1890.[15]

### Utländska utmärkelser
- Storkorset av Belgiska Kronorden, tidigast 1910 och senast 1915.[16][17]
- Storkorset av Danska Dannebrogorden, tidigast 1910 och senast 1915.[16][17]
- Kommendör av första graden av Danska Dannebrogorden, tidigast 1894 och senast 1901.[8][18]
- Riddare av första klassen av Ryska Sankt Stanislausorden, 1908.[19][20]
- Riddare av första klassen av Österrikiska Järnkroneorden, 1908.[19][20]
- Kommendör av andra klassen av Norska Sankt Olavs orden, tidigast 1901 och senast 1905.[18][21]
- Riddare av första klassen av Norska Sankt Olavs orden, tidigast 1881 och senast 1888.[6][22]
- Riddare av andra klassen av Preussiska Kronorden, tidigast 1894 och senast 1901.[8][18]